# Calamagrostis munroi
Calamagrostis munroi är en gräsart som beskrevs av Pierre Edmond Boissier. Calamagrostis munroi ingår i släktet rör, och familjen gräs.
Artens utbredningsområde är Afghanistan. Inga underarter finns listade i Catalogue of Life.